# Dmitri Georges Lavroff
Dmitri Georges Lavroff, né le 10 novembre 1934 à Bordeaux et mort dans la même ville le 28 janvier 2014 , est un universitaire et président d'université français.

## Biographie
Dmitri Georges Lavroff était docteur en droit de l'université de Bordeaux où il a soutenu une thèse de « Recherches sur le problème des libertés publiques en Union soviétique ».
Professeur de droit constitutionnel à l'université Bordeaux I, il en fut le président de 1981 à 1987.
Dmitri Georges Lavroff a également été professeur à la faculté de droit de l'université de Dakar.
Il a été conseiller technique de Léopold Sedar Senghor lors de la préparation du projet de Constitution du Sénégal de 1963. Par la suite, il est nommé conseiller en service extraordinaire à la Cour suprême du Sénégal.
En 1997, il est nommé membre de jury de l'Institut universitaire de France.
Entre 1983 et 2001, il est conseiller municipal de la ville de Bordeaux et conseiller à la Communauté urbaine de Bordeaux.

## Distinctions et décorations
- Officier de la Légion d'honneur (1995)[6]
- Chevalier de l'ordre national du Mérite
- Commandeur des Palmes académiques
- Commandeur de l'ordre du Mérite espagnol
- Officier de l'ordre national du Lion du Sénégal
- Membre et conseiller de l'Académie des sciences, belles-lettres et arts de Bordeaux[7]
- Membre correspondant de l'Académie royale des sciences d'outre-mer[8] (classe des sciences morales et politiques, membre honoraire depuis 2002)